# Kenneth A. Williams
Kenneth A. Williams en amerikansk astronom.
Minor Planet Center listar honom som K. A. Williams och som upptäckare av 14 asteroider.
Asteroiden 14075 Kenwill är uppkallad efter honom.

## Lista över upptäckta mindre planeter och asteroider
| (13216) 1997 LH4   | 9 juni 1997       |
| (14095) 1997 PE2   | 7 augusti 1997    |
| (18507) 1996 QM1   | 18 augusti 1996   |
| (20226) 1997 NG6   | 11 juli 1997      |
| (20368) 1998 KF10  | 27 maj 1998       |
| (26207) 1997 QU    | 25 augusti 1997   |
| (31112) 1997 PQ5   | 9 augusti 1997    |
| (33029) 1997 QV    | 25 augusti 1997   |
| (39700)1996 TO9    | 12 oktober 1996   |
| (39789) 1997 OA    | 23 juli 1997      |
| (43989)1997 LG4    | 9 juni 1997       |
| (44007)1997 TA25   | 7 oktober 1997    |
| (189423)1997 PP2   | 7 augusti 1997    |
| (210494) 1997 SO34 | 28 september 1997 |